# WWE 터프이너프
터프이너프(Tough Enough)는 WWE의 신인 레슬러 발굴 프로그램이며 많은 젊은 선수들이 이 프로그램을 통하여 WWE에 데뷔하였다. 2001년부터 2004년까지 방영되었으며, 2011년 다시 부활한 프로그램이다. 현재 방영되고 있는 NXT와 비슷한 포맷이지만 NXT는 수련단체 FCW 선수로 이루어진 프로그램이며, 터프이너프는 순수 아마추어로 이루어진 프로그램이다.
우승자는 WWE에서 활약할 수 있다.

## 터프이너프 시즌 1 (2001년)

### 트레이너
- 알 스노우
- 재클린
- 토리
- 태즈

### 수련생
- 바비 조 앤더슨
- 크리스 나이플로
- 크리스토퍼 노윈스키
- 데럴 크로스
- 그레그 휘트모어
- 제이슨 데이베리
- 조쉬 램버거
- 메이븐 휴프먼 (우승자)
- 니디아 구에나드 (우승자)
- 폴리나 토마스
- 섀드릭 맥기
- 테일러 매쓰니
- 빅토리아 타보르

<WWE 경력>
- 크리스토퍼 노윈스키 : WWE 하드코어 챔피언 1회
- 메이븐 휴프먼 : WWE 하드코어 챔피언 3회

## 터프이너프 시즌 2 (2002년)

### 트레이너
- 알 스노우
- 하드코어 할리
- 차보 게레로
- 아이보리

### 수련생
- 에런 루이스
- 엘리시아
- 애니
- 대니
- 호크
- 재키 게이다 (우승자)
- 제이크 대런
- 제시 워드
- 케니 레인
- 린다 마일즈 (우승자)
- 맷 모건
- 피터
- 로버트 샤발렛

<WWE 경력>
- 없음

## 터프이너프 시즌 3 (2003년)

### 트레이너
- 알 스노우
- 빌 데몬트
- 아이보리

### 수련생
- 에릭
- 제이미
- 질
- 존 헤닝건 (우승자)
- 조나
- 닉
- 저스틴
- 켈리
- 리사
- 매트 카포텔리 (우승자)
- 채드
- 레베카
- 스콧

<WWE 경력>
- 존 헤닝건 : ECW 챔피언 1회, WWE 월드 태그팀 챔피언 1회, WWE 인터콘티넨탈 챔피언 3회, WWE 태그팀 챔피언 4회, 슬래미 어워드 2회

## $1,000,000 터프이너프 (시즌 4, 2004년)

### 수련생
- 닉 미첼
- 마이크 "더 미즈" 미재닌 (준우승)
- 크리스 나브로키
- 저스티스 스미스
- 라이언 리브스
- 대니얼 퓨더 (우승)
- 대니얼 로디머
- 마티 라이트

<WWE 경력>
- 닉 미첼 : WWE 월드 태그팀 챔피언 1회
- 마이크 "더 미즈" 미지닌 : WWE 월드 태그팀 챔피언 2회, WWE 챔피언 1회, WWE 태그팀 챔피언 3회, 머니 인 더 뱅크 1회, 슬래미 어워드 2회
- 라이언 리브스 : 슬래미 어워드 1회, WWE 인터콘티넨탈 챔피언 1회

## 터프이너프 시즌 5 (2011년)

### 호스트
- 스톤 콜드 스티브 오스틴

### 트레이너
- 부커 T
- 트리쉬 스트래터스
- 빌 데못

#### 수련생
- 앤디 리바인 (우승)
- 루크 로빈슨 (준우승)
- 제레미야 릭스 (3위, 2011년 5월30일 탈락)
- 크리스티나 크로포드 (4위, 2011년 5월 23일 탈락)
- A.J. 키르스키 (5위, 2011년 5월 23일 탈락)
- 마틴 카사우스 (6위, 2011년 5월 16일 탈락)
- 이벨리세 벨레즈 (7위, 2011년 5월 9일 탈락)
- 에릭 와츠 (8위, 2011년 5월 9일 탈락)
- 라이언 하우 (9위, 2011년 5월 2일 탈락)
- 리마 파키 (10위, 2011년 4월 25일 탈락)
- 미카엘 자키 (11위, 2011년 4월 18일 탈락)
- 미셸 데이톤 (12위, 2011년 4월 18일 탈락)
- 매트 캐피키오니 (13위, 2011년 4월 11일 탈락)
- 아리안 앤드류 (14위, 2011년 4월 4일 탈락)

<WWE 경력>

## 터프이너프 시즌 6 (2015년)

### 호스트
- 크리스 제리코
- 르네 영
- 바이런 색스턴
- 더 미즈

### 트레이너
- 부커 T
- 빌리 건
- 리타

### 심사위원
- 릭 플레어
- 다니엘 브라이언
- 페이지
- 헐크 호건 (에피소드 1~5)
- 더 미즈 (에피소드 6~10)

### 수련생
- 조슈아 브레들 (공동 우승)
- 사라 리 (공동 우승)
- 아만다 사코마노 (공동 준우승)
- 자마리아 ZZ 루페 (공동 준우승)
- 테너 사라세노 (5위, 2015년 8월 18일 탈락)
- 지오르지아 피스키나 (6위, 2015년 8월 11일 탈락)
- 첼시 그린 (7위, 2015년 8월 4일 탈락)
- 마다 압델 하미드 (8위, 2015년 7월 28일 탈락)
- 패트릭 클락 주니어 (9위, 2015년 7월 28일 탈락)
- 가비 카스토로빈치 (10위, 2015년 7월 21일 탈락)
- 다리아 베네나토 (11위, 2015년 7월 14일 탈락)
- 다이아나 댈그런 (12위, 2015년 7월 7일 탈락)
- 알렉산더 프리키 (13위, 2015년 6월 30일 탈락)
- 행크 에이버리 주니어 (14위, 2015년 6월 23일 탈락)

<WWE 경력>